# بهرام توکلی (بازیکن واترپلو)
بهرام توکلی (زادهٔ ‎۱۷ آبان ۱۳۳۲) بازیکن واترپلو اهل ایران بود.
وی در مسابقات کشوری و بین‌المللی در مجموع برندهٔ ۱ مدال طلا شده‌است.